# Rete datacentrica
Rete datacentrica, in informatica e telecomunicazioni, indica un'architettura di comunicazione incentrata sui dati (o contenuti). Una rete datacentrica si differenzia dalle comuni reti di telecomunicazioni host-centriche (come ad esempio internet) in quanto basa il suo funzionamento sul nome o sul tipo di contenuti scambiati piuttosto che sull'indirizzo di rete dei nodi coinvolti nel trasferimento dei dati.

## Descrizione
Esistono due possibili approcci per sviluppare un'architettura datacentrica. Essi sono conosciuti come clean-state ed overlay. Con il metodo clean-state è necessario riprogettare l'intero stack protocollare mentre l'approccio ad overlay consente di creare un'infrastruttura datacentrica avvalendosi delle funzionalità di una comune rete IP.
Alla prima famiglia di soluzioni appartengono le architetture Publish Subscribe Internet Routing Paradigm (PSIRP), Cache-and-Forward  e 4WARD NefInf. La seconda metodologia di design si riscontra invece nelle proposte Data-Oriented Network Architecture (DONA) e Content-Centric Networking (CCN).
L'approccio datacentrico è divenuto di recente centro di grande attenzione poiché in grado di risolvere molti dei problemi odierni che affliggono internet: incremento esponenziale del traffico, congestione di rete, non adeguato supporto alla mobilità, sicurezza, e riduzione degli indirizzi IP disponibili.
Nella cosiddetta internet del futuro le reti datacentriche giocheranno un ruolo di primo piano, poiché sono in grado soddisfare al meglio le esigenze degli utenti, sempre più interessati al tipo di contenuto da acquisire attraverso la rete piuttosto che ai nodi remoti con cui interagire.